# Starfish (U-Boot)
HMS Starfish (Kennung: 19S) war ein U-Boot der britischen Royal Navy im Zweiten Weltkrieg.

## Geschichte
siehe: Geschichte der Swordfish-Klasse und detaillierte Geschichte der S-Klasse
Die Starfish (engl.: Seestern) gehörte zur ersten Gruppe der erfolgreichen S-Klasse. Dieses Baulos wird auch als Swordfish-Klasse bezeichnet. Sie wurde am 29. September 1931 auf der Marinewerft Chatham auf Kiel gelegt, lief am 14. März 1933 vom Stapel und wurde von der Royal Navy am 27. Oktober 1933 in Dienst gestellt.
Nach dem Beginn des Überfalls auf Polen wurde das U-Boot in der Nordsee eingesetzt.
Am 5. Januar 1940 verließ die Starfish ihre Basis in Blyth, um in der Deutschen Bucht zu patrouillieren. Am 9. Januar versuchte das U-Boot bei 55° 0′ N, 7° 10′ O einen Torpedoangriff auf einen deutschen Minensucher. Die Attacke misslang aufgrund eines Bedienungsfehlers. Die Torpedos blieben in den Torpedorohren stecken. Das Boot versuchte noch einen zweiten Angriff, bei dem die Tiefenruder blockierten. Der Kommandant entschied, die Starfish für den Rest des Tages in 27 m Tiefe auf Grund zu legen, um notwendige Reparaturen durchzuführen. Wenig später entdeckte der deutsche Minensucher M-7 das U-Boot und griff es mit Wasserbomben an. Nach stundenlangem Bombardement war das Boot schwer beschädigt und musste auftauchen. Die komplette Besatzung konnte sich retten und ging in deutsche Kriegsgefangenschaft. Die Starfish geriet nicht in feindliche Hand, da sie sich nur kurz an der Oberfläche halten konnte und anschließend sank.